# Славяново (област Хасково)
Вижте пояснителната страница за други значения на Славяново.
Славяново е село в Южна България. То се намира в община Харманли, област Хасково. До 1907 г. е наричано Корашлии, а до 1946 г. носи името Князъ-Борисово.

## География
Селото е разположено в рида Хухла, на северните ниски части на Хасковската хълмиста област. Покрай селото протича Бисерска река. От общинския център Харманли отстои на 21 км югозападно, от областния център Хасково отстои на 32 км югоизточно.

## Население
| Година    | 1880 | 1926 | 1934 | 1946 | 1956 | 1965 | 1975 | 1985 | 1990 | 1992 | 2001 | 2011 | 2021 |
| Население | 1644 | 1836 | 1907 | 1926 | 1721 | 1767 | 1497 | 1409 | 1085 | 1041 | 873  | 731  | 567  |

## История
Село Корашлии е основано по време на Османската империя от някой си Горуж-бей, от чието име се счита, че произхожда наименованието на селището. Пръвоначално е населено само с турци, но по-късно е имало и българска махала, около 1530-1580 г. част от турците са се изселили поради болест, като имотите им са били изкупени от българи.
През 1878 г. село Корашлии попада в състава на Източна Румелия. Към 1880 г. в селото има 298 къщи, в които живеят 314 отделни семейства, населението е изцяло българско, от което 838 са мъже, а 806 жени.
През 1907 г. със заповед на Министерството на вътрешните работи, селото е преименувано на Князъ-Борисово.
При избухването на Балканската война един човек от Князъ-Борисово е доброволец в Македоно-одринското опълчение.
В землището на селото има конусовидни могили, по всяка вероятност стари тракийски гробници.
Към 1926 г. обработваемата земя на селото е 18334 декара, където се засяват предимно зърнени храни. Къщите са едноетажни с дворове и градини, изградени са от камък, керпич и тухли, покрити с обикновени керемиди. Поминъка на хората е земеделие, скотовъдство, бубарство, лозарство, тутюнопроизводство, както и по-малко занаятчийство. Към 1930 г. в селото има изградени и функциониращи община, прогимназия, черква, пощенска станция, читалище, кредитна кооперация, популярна банка, околийска лечебница, полицейски участък, 6 манифактурни магазина, 4 воденици и една моторна мелница, както и 20 километрово шосе до гр. Харманли.
На 5 януари 1946 г. селото е преименувано от Князъ-Борисово на Славяново.

## Културни и природни забележителности
- храм „Св. архангел Михаил“ на Харманлийска духовна околия на Старозагорска епархия на БПЦ
- Народно читалище „Развитие – 1903“

## Личности
Родени в Славяново
- ген. Румен Радев (р. 1963), президент на България
- Професор Тянко Йорданов
- Професор Иван Домбалов